# OPIO
OPIO var en modell av husvagnar som tillverkades i Sverige från 1964 till mitten av 1970-talet.